# آيستيونوك
آيستيونوك ( (بالروسية: Аистёнок)‏ تعني اللقلق الصغير تصنيف جي آر إيه يو 1L271 ) هو نظام راداري مضاد للبطاريات تم تطويره وإنتاجه بواسطة ألماز أنتي لصالح القوات المسلحة الروسية . هو رادار متنقل الغرض منه الكشف عن مواقع الأسلحة، مثل مدفعية الميدان والأسلحة المضادة للطائرات، وحساب مسار القذائف الساقطة، وغرف التحكم في الطائرات بدون طيار. يمكن لـ آيستيونوك كشف الأهداف الأرضية المتحركة على مسافة تصل إلى 20 كيلومتر (12 ميل) ، مع إمكانات الكشف عن مواقع إطلاق قذائف الهاون على مسافة تصل إلى 5 كيلومتر (3.1 ميل) ، والمعدات الأرضية المتحركة على مسافة تصل إلى 20 كيلومتر (12 ميل) ، وتوجيه نيران المدفعية من مسافة 5 كيلومتر (3.1 ميل) إلى 15 كيلومتر (9.3 ميل) حسب الظروف. 
ظهر نظام آيستيونوك لأول مرة في سنة 2008 ، ومنذ ذلك الحين تم عرضه للاستخدام المحدود في شمال القوقاز من قبل القوات المسلحة الروسية.

## انظر أيضَا
- البنسلين (نظام مضاد للمدفعية)
- AN / TPQ-36 رادار Firefinder
- AN / TPQ-37 رادار Firefinder
- رادار تحديد موقع سلاح Swathi
- أحمر اللون